# Epichnopterix crimaena
Epichnopterix crimaena är en fjärilsart som beskrevs av Igor Kozhanchikov 1956. Epichnopterix crimaena ingår i släktet Epichnopterix och familjen säckspinnare. Inga underarter finns listade i Catalogue of Life.